# Eucinostomus havana
Eucinostomus havana és una espècie de peix pertanyent a la família dels gerrèids.

## Descripció
- Pot arribar a fer 18 cm de llargària màxima (normalment, en fa 14).[6][7][8]

## Alimentació
Menja probablement petits invertebrats bentònics.

## Hàbitat
És un peix marí i d'aigua salabrosa, demersal i de clima tropical (32°N-33°S) que viu fins als 45 m de fondària (normalment, fins als 10).

## Distribució geogràfica
Es troba a l'Atlàntic occidental: des de Bermuda fins a Florida (els Estats Units) i les Bahames. També és present a les Antilles i des de Veneçuela fins al Brasil.

## Ús comercial
Es comercialitza fresc però no és gaire apreciat. És emprat també per a elaborar farina de peix.

## Observacions
És inofensiu per als humans.